# École nationale supérieure de paysage de Versailles
Die École nationale supérieure de paysage de Versailles (ENSP) ist eine französische Grande école für Gartenbau und Landschaftsarchitektur.

## Geschichte
Die Hochschule befindet sich in Versailles und wurde 1976 gegründet. Sie betreibt den im 17. Jahrhundert angelegten Nutzgarten „Potager du roi“. In Marseille gibt es eine Zweigstelle. Die Vorgängereinrichtung wurde 1874 als École nationale d’horticulture gegründet.
Im Rahmen der Bundesgartenschau 2021 kooperiert die ENSP mit der Fachhochschule Erfurt. Als Ergebnis wurde im Herbst 2021 in Erfurt am Fuß der Festungsmauer der 1.300 Quadratmeter große Diamond Garden nach Entwürfen der Studentin Hélène Charbonneau eröffnet.

## Bekannte Persönlichkeiten
- Michel Corajoud (1937–2014), französischer Landschaftsarchitekt und Hochschullehrer
- Henri Bava (* 1957), französischer Landschaftsarchitekt und emeritierter Universitätsprofessor[3]